# Liste der Baudenkmäler in Marktredwitz
Auf dieser Seite sind die Baudenkmäler in der oberfränkischen Großen Kreisstadt Marktredwitz zusammengestellt. Diese Tabelle ist eine Teilliste der Liste der Baudenkmäler in Bayern. Grundlage ist die Bayerische Denkmalliste, die auf Basis des Bayerischen Denkmalschutzgesetzes vom 1. Oktober 1973 erstmals erstellt wurde und seither durch das Bayerische Landesamt für Denkmalpflege geführt wird. Die folgenden Angaben ersetzen nicht die rechtsverbindliche Auskunft der Denkmalschutzbehörde.

## Ensembles

### Ensemble Bergstraße

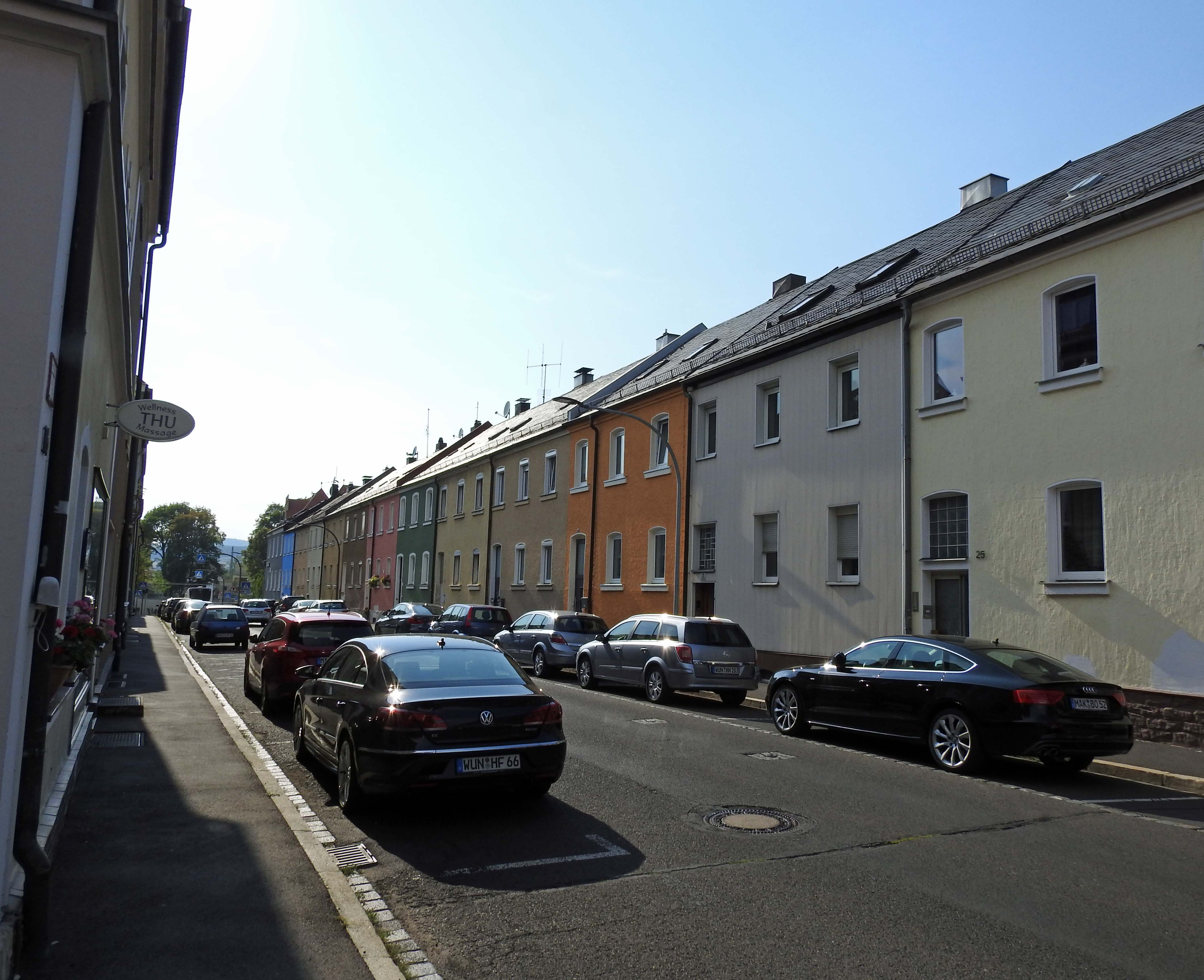
Ensemble Bergstraße

Das Ensemble besteht aus 23 Wohngebäuden an der Nordseite der Bergstraße und dem Kopfbau an der Westseite dieser Zeile, der zur Dürnbergstraße ausgerichtet ist. Der Anlage der Bergstraße nordöstlich des Ortszentrums liegt ein am 19. August 1896 genehmigtes Gesuch des Baumeisters Friedrich Mühlhöfer um einen Bebauungsplan der neuen Straße zugrunde. Die Straße wurde offenbar kurzfristig angelegt und nach einheitlicher Planung mit Wohnhäusern von geringer Größe und bescheidener architektonischer Gestaltung bebaut. Sie ist Dokument der kaufmännischen Initiative von Marktredwitzer Bürgern und ein Beispiel von sozialer Wohnungsfürsorge für die Arbeiter dieser Industriestadt. Die Nordseite ist, abgesehen von den vier Gebäuden am östlichen Ende, mit einer Reihe einheitlich gestalteter, traufständiger zweigeschossiger Wohnhäuser in geschlossener Bauweise ausgeführt. Sie besitzen jeweils einen Sockel aus grobem Werkstein und Fenstereinfassungen aus Ziegeln, eine hohe Haustür mit Oberlicht und zusätzlich zwei (bis Bergstraße Nr. 27) bzw. drei Fensterachsen (ab Bergstraße Nr. 29) und Putzfassaden. Die Stürze aller Fenster- und Türöffnungen sind ursprünglich als Stichbögen ausgeführt, zum Teil aber verändert. Der Kopfbau an der Dürnbergstraße ist als Gasthaus mit Wohnteil ausgeführt. Es verfügt als Eckhaus mit teilweise öffentlicher Nutzung im Vergleich über eine höhere architektonische Gestaltung mit Mittelrisalit und Walmdach. Trotz veränderten, unterschiedlichen Fassadenmaterialien, Farbgebungen, Fenstern und Haustüren ist die einheitliche Gestaltungsabsicht weiterhin deutlich erkennbar. Die monotone Reihe der gänzlich schmucklosen Häuser ist charakteristisches Zeugnis des Arbeiterwohnhausbaues der Jahrhundertwende. Aktennummer: E-4-79-136-1.

### Ensemble Klingerstraße

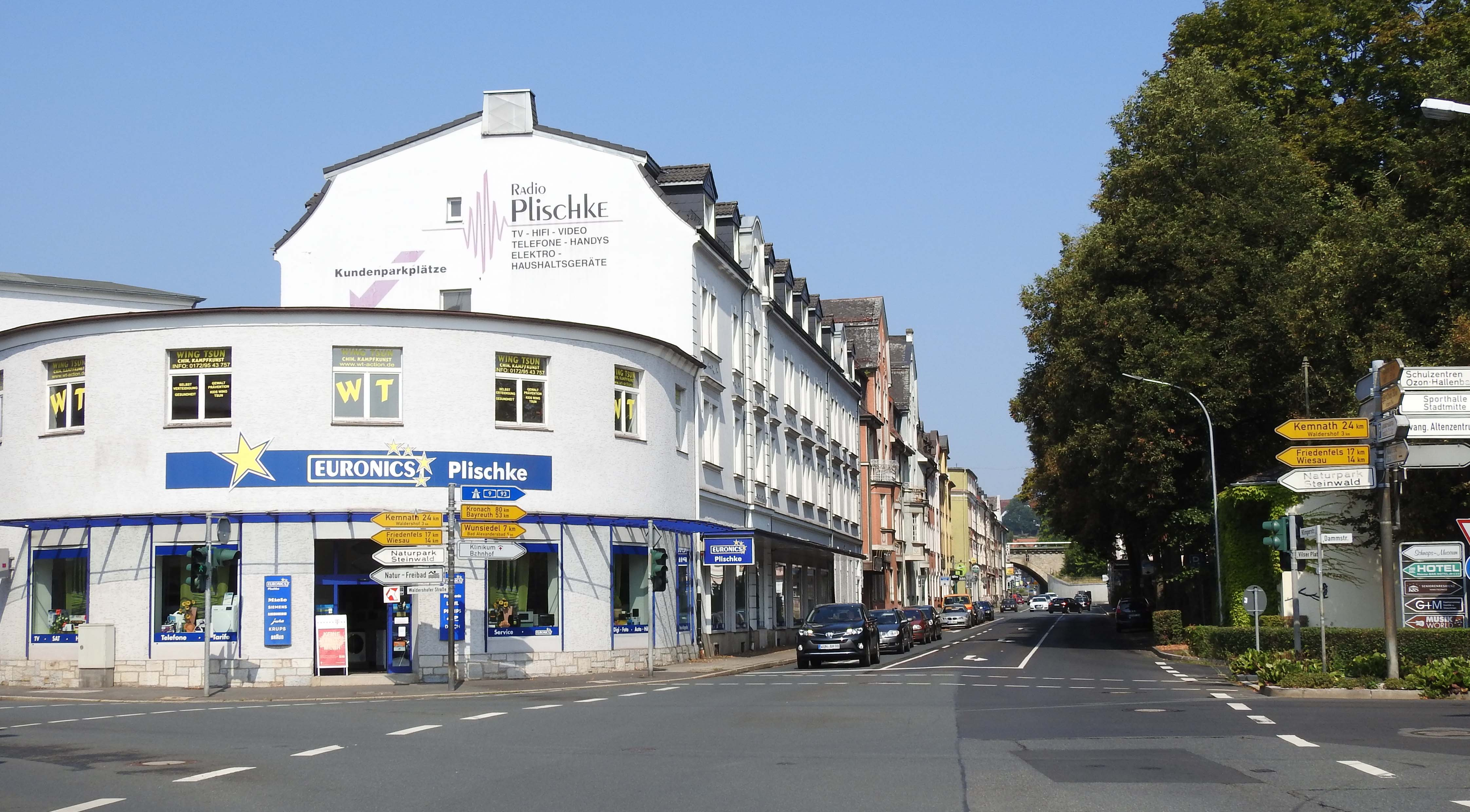
Ensemble Klingerstraße

Das Ensemble umfasst den geradlinigen Straßenverlauf der Klingerstraße, der in zwei Bebauungsphasen um 1900 bzw. 1910 bebaut worden ist. Die Anlage und Bebauung ist von Baumeister Friedrich Mühlhöfer geplant und durchgeführt worden. Die westliche Bebauung der Straße, die beidseitig bebaut ist, wird von seriell hergestellten Schmuckelementen geprägt. Diese reichen Schmuckformen eines phantasievoll abgewandelten Historismus repräsentieren das spätgründerzeitliche Bauwesen. Der westliche Abschluss dieses Straßenabschnittes wird von einem malerisch die Ecke akzentuierenden Gebäude (Klingerstraße 18) markiert. Der östliche Abschluss dieser Hauszeile gegen den Stadtpark ist ein Bau von 1911 (Klingerstraße 2), der bereits zu der jüngeren Bebauung in reduziert historisierender bzw. vom Jugendstil ausgehender Gestaltung gehört. Hervorzuheben ist die Gruppe repräsentativer Mietshäuser der Zeit um 1912 (Klingerstraße 7, 9, 11), deren Anspruch durch die Gestaltung als Pendant und die Lage gegenüber dem Stadtpark unterstrichen wird. Ungefähr in der Mitte der Klingerstraße mündet die Flottmannstraße spitzwinklig ein. Hier wird mit der Hauszeile Flottmannstraße 2, 4, 6, 8, die sich direkt an die Bebauung der Klingerstraße anschließt, eine Verbindung der beiden Straßenhälften bewirkt. Aktennummer: E-4-79-136-2.

### Ensemble Markt

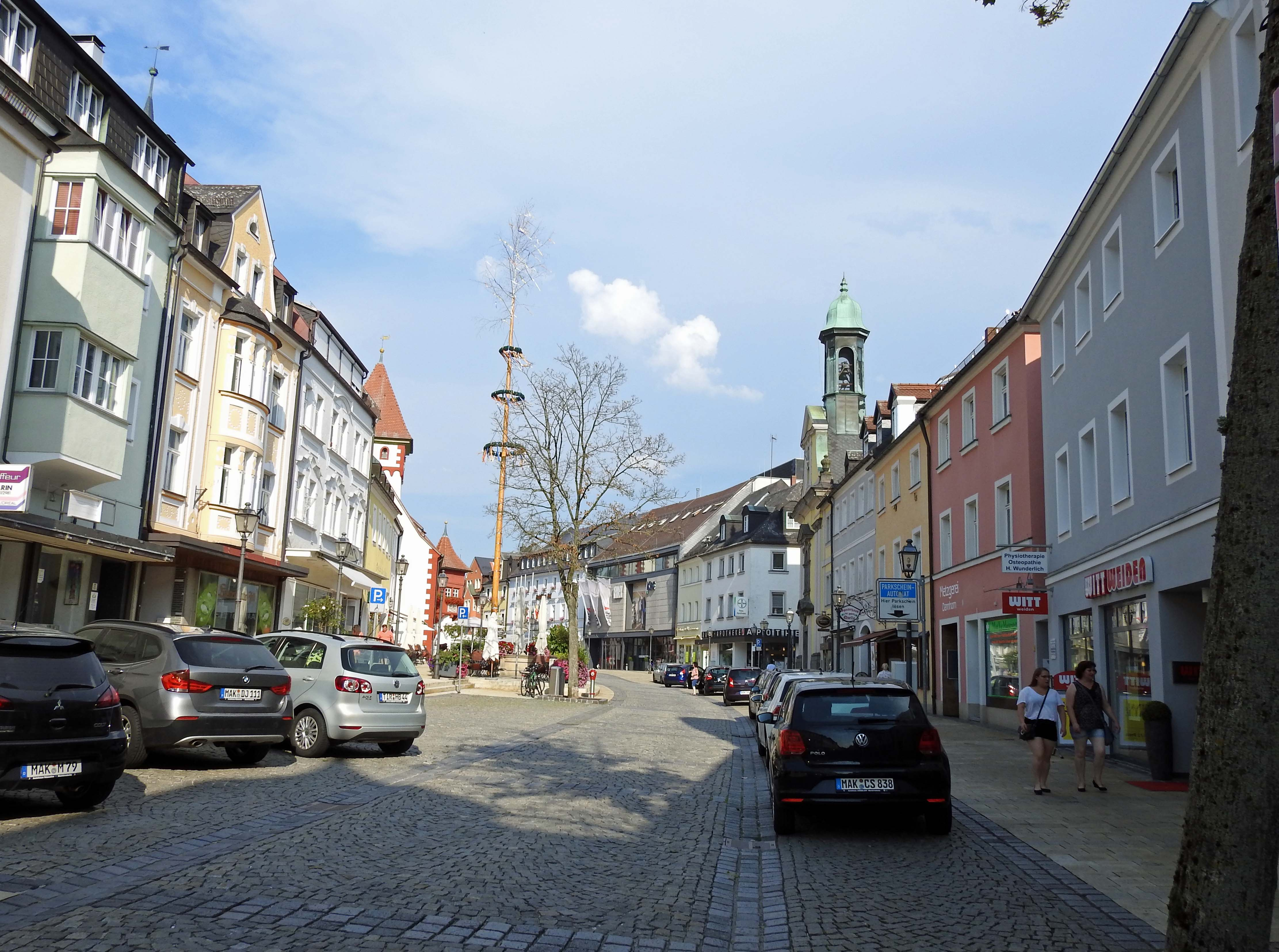
Ensemble Markt

Das Ensemble umfasst den historischen Ortskern, der sich als zum Markt aufgeweiteter Straßenraum parallel zu einem Südhang oberhalb des Flusses Kösseine in West-Ost-Richtung erstreckt. Ergänzt wird es durch den Pfarrhof der Pfarrkirche St. Bartholomäus im rückwärtigen Bereich nördlich des Marktes. Der Ort Redwitz (Radewice), nach einem regionalen Adelsgeschlecht benannt, wird als Sitz eines Pfarrers um 1140 erstmals beurkundet. Das Egerland zwischen der Siedlung und der Stadt Eger (heute Cheb in Tschechien) fiel 1146 unter direkte Reichshoheit. 1251 wird Redwitz in einer Anzahl befestigter Siedlungen entlang der böhmischen Grenze erwähnt. Im Gegensatz zu umfangreichen benachbarten Besitzungen fiel die kleine Herrschaft, d. h. der Ort selbst mit wenigen Ländereien, im 13. Jahrhundert nicht an die Burggrafen von Nürnberg, sondern gelangte im 14. Jahrhundert an das Zisterzienserkloster Waldsassen und wenig später zur Reichsstadt Eger, die wiederum 1725 in das habsburgische Königreich Böhmen eingegliedert wurde. Dies verzögerte im Ort auch die Reformation, die sich 1560 endgültig durchsetzte. Die Truppenbewegungen des Dreißigjährigen Krieges zogen den Marktort stark in Mitleidenschaft. 1816 wurde die habsburgische Enklave an das Königreich Bayern angegliedert. Neben seiner Funktion als Handwerkersiedlung und Markt bzw. böhmische, d. h. österreichische Garnison wurde 1788 eine der ersten chemischen Fabriken Mitteleuropas gegründet, die am Ort knapp 200 Jahre existierte. Nach der Einrichtung des Eisenbahnknotenpunktes wuchs die Bedeutung der Siedlung, die 1907 als „Marktredwitz“ Stadtrecht erlangte, weiter an. Die lineare Siedlungsstruktur war seit dem 13. Jahrhundert befestigt. Die dokumentierte Dreitoranlage erfuhr im 17. Jahrhundert wesentliche Ausbauten und wurde noch im 18. Jahrhundert unterhalten. Den Markt als Zentrum des Fleckens begrenzten im Osten das Untere oder Egerer Tor und im Westen das Obere oder Wunsiedeler Tor. Für das örtliche Leben hatte das im Süden, zur Kösseine-Aue führende Bad-Tor Bedeutung. Die Standorte des 1822 abgetragenen Unteren Tores bzw. des 1824 niedergelegten Oberen Tores markieren die Grenze des Ensembles. Der gekrümmte, im Zentrum aufgeweitete Straßenmarkt durchzieht den Stadtkern der Länge nach. Im mittleren Abschnitt, in die nördliche Häuserzeile eingefügt, steht das langgestreckte, im Kern spätgotische Rathaus mit zwei Türmen und einem Erker, das aus dem Umbau des Schlosses entstanden war. Ein Durchgang im Rathauskomplex und eine Gasse verbinden den Markt mit dem hinter dem Rathaus befindlichen Pfarrhof. Hier steht die Pfarrkirche mit gotischem Chor und Renaissance-Langhaus, deren klassizistisch veränderter Turm in das Markt-Ensemble hineinwirkt. Unweit des Rathauses fügt sich die spätbarocke Theresienkirche mit Giebelfassade und Kuppeldachreiter in die südliche Häuserzeile ein. Sie wurde als Garnisonskirche für das in Marktredwitz stationierte österreichische Militär errichtet. Die im Bereich des Marktes jüngsten Brandunglücke fanden 1836, mit 49 betroffenen Wohn- bzw. 64 betroffenen Nebengebäuden, und zuletzt 1849 statt. Dieser letzte Großbrand zerstörte eine Anzahl von Häusern im westlichen Teil des Marktes. Die beiden geschlossenen Baufluchten bestehen mit Ausnahme von den Gebäuden Nr. 5 und Nr. 7 aus traufständigen Häusern, die im Wesentlichen aus den Zeiträumen des Wiederaufbaus nach den genannten Bränden und den Jahrzehnten nach 1870 stammen. Der biedermeierliche Charakter wurde insbesondere an der Südseite des Marktes stellenweise bewahrt; hinzuweisen ist insbesondere auf die Hausgruppen Markt Nr. 24, 26 und 28 bzw. Markt Nr. 46, 48, 50, 52 und 54 mit den jeweiligen Anschlussbauten. Insbesondere das westliche Ende der südlichen Häuserzeile ist durch Bauten der Jahrhundertwende stark verändert worden. An der Nordseite ist der historische Charakter des Marktes durch Aufstockungen und Neubauten weniger deutlich ablesbar. Der unmaßstäbliche Warenhausbau aus den 1960er Jahren im Zentrum des Marktes greift deutlich in die historische Struktur ein und füllt mehrere ältere Flurstücke aus (Nr. 34, 36, 38). Aktennummer: E-4-79-136-3.

### Ensemble Ortskern Manzenberg
Das Ensemble besteht aus dem nahezu ungestört erhaltenen kleinen Angerdorf oberhalb von Marktredwitz. Die Ortslage ist in eine Geländemulde eingefügt, die nach Südwesten abfällt und sich trichterförmig aufweitet. Die in den spätmittelalterlichen Landesausbau einzuordnende Siedlung wurde im Zeitraum zwischen dem Ende des 12. und dem Anfang des 13. Jahrhunderts gegründet und 1297 als Lehen des Landgrafen Gebhard von Leuchtenberg im Reichsland Eger beurkundet. 1399 wurde der Ort dem Kloster Waldsassen zugesprochen, um in der Folgezeit in einen lang andauernden Status strittiger Ansprüche dieses Klosters, Kurbayerns und der Markgrafschaft Bayreuth zu kommen. Seit 1804 gehört das Dorf zu Bayern, seit Anfang der 1970er Jahre bildet es einen Ortsteil von Marktredwitz. Das Ensemble wurde seit dem ausgehenden 19. Jahrhundert neben einigen landwirtschaftlichen Nebengebäuden nur durch ein jüngeres Wohngebäude verändert. In lockeren Reihen sind die Bauernhöfe um den Anger gruppiert, sie enthalten einen bemerkenswert hohen Anteil an datierter historischer Bausubstanz. Die das Dorfbild bestimmenden, massiven zweigeschossigen Bauernhäuser stammen vielfach aus dem 18. Jahrhundert, wobei sie zum Teil Bausubstanz des 17. Jahrhunderts enthalten oder durch angepasste Aufstockung im 19. Jahrhundert vergrößert worden sind. Im Dorf sind zahlreiche Granitbrunnentröge des frühen 19. Jahrhunderts erhalten, sowohl als regelmäßige Hofausstattung wie im Gemeindebereich als große Viehtröge. Auf dem kleinen Dorfanger in gemeindlicher wie privater Nutzung befinden sich außerdem ein kleiner Walmdachbau, der als sogenannte Milchgruben zu zwei Bauernhöfen gehörte, und vor dem Weiher das Hirtenhaus. Westlich der tangierenden Ortsverbindungsstraße wurde 1838 das Anwesen der Dorfschule errichtet. Aktennummer: E-4-79-136-4.

## Stadtbefestigung
Von der Stadtbefestigung sind geringe Reste der Mauer, ein Mauerturm an der Leopoldstraße (Markt 52), und wahrscheinlich der barocke Turm am Oberen Graben erhalten. Bei letzterem handelt es sich um  ein viereckiges Türmchen mit Walmdach, barock, teilweise in Brockenmauerwerk, teilweise in Fachwerk; seit dem Spätmittelalter ausgebaut.
Aktennummer: D-4-79-136-1.

| Lage                            | Objekt                                              | Beschreibung | Akten-Nr.     | Bild                                                |
| ------------------------------- | --------------------------------------------------- | --- | ------------- | --------------------------------------------------- |
| Markt 52 (Standort)             | Turm der ehemaligen Stadtbefestigung mit Mauerstück | | D-4-79-136-65 | Turm der ehemaligen Stadtbefestigung mit Mauerstück |
| Martin-Luther-Straße (Standort) | Viereckiges Türmchen                                | Mit Walmdach, barock, vermutlich Teil der ehemaligen Stadtbefestigung, teilweise in Brockenmauerwerk, teilweise in Fachwerk | D-4-79-136-69 | Viereckiges Türmchen                                |

## Baudenkmäler nach Ortsteilen

### Marktredwitz
| Lage                                                                        | Objekt | Beschreibung | Akten-Nr.               | Bild                                                     |
| --------------------------------------------------------------------------- | --- | --- | ----------------------- | -------------------------------------------------------- |
| Bahnhofstraße ()                                                            | Stadel | Stattlicher Halbwalmdachbau, massiv und verputzt, vier runde Torbögen mit Granitrahmungen, um 1830/40 | D-4-79-136-7            |                                                          |
| Bahnhofstraße 2 (Standort)                                                  | Wohn- und Geschäftshaus                                                                                                 | Zweigeschossiger Massivbau in Ecklage, verputzt, Schieferdach zur Kreuzung hin abgewalmt, spätklassizistisch, um 1870 | D-4-79-136-2            | BW                                                       |
| Bahnhofstraße 3 (Standort)                                                  | Ehemalige Villa Rockstroh                                                                                               | Zweigeschossiger Walmdachbau, über Eck gestellter Standerker mit Spitzhelm, malerischer Fachwerkstil, um 1890 | D-4-79-136-3            | BW                                                       |
| Bahnhofstraße 7 (Standort)                                                  | Katholische Stadtpfarrkirche St. Josef                                                                                  | Dreischiffiger Rohziegelbau mit eingezogenem Chor und spitzbehelmtem Chorseitenturm, Sakristeianbau, umlaufend mit Streben besetzt, neugotisch, 1894–95 nach Plänen von Georg Dengler; mit Ausstattung | D-4-79-136-4            | weitere Bilder                                           |
| Bahnhofstraße 9 (Standort)                                                  | Katholisches Pfarrhaus                                                                                                  | Zweigeschossiger, dreiflügeliger Rohziegelbau, Schieferdach abgewalmt, neugotisch, um 1895 | D-4-79-136-5            | BW                                                       |
| Bahnhofstraße 12 (Standort)                                                 | Wohn- und Geschäftshaus                                                                                                 | Dreigeschossig, Backstein mit Kunststein, Satteldach auf freier Seite abgewalmt, Zwerchgiebel und Erker, reiche Ornamentik im Stil der deutschen Renaissance, bezeichnet „1901“, Erdgeschoss verändert | D-4-79-136-6            | BW                                                       |
| Bahnhofstraße 22 (Standort)                                                 | Ehemaliges Hotel | Dreigeschossiger Walmdachbau mit reich dekorierter Fassade, Mittelachse durch Balkon und Balustrade ausgezeichnet, neoklassizistisch, 1897 | D-4-79-136-8            | BW                                                       |
| Bauerstraße 3 (Standort)                                                    | Halle der ehemaligen Vereinigten Glasschleif- und Polierwerke GmbH Marktredwitz                                         | Mit Laternenshed, Stirnfassaden jeweils mit kolossalem Rundbogenfenster, kannelierten Pfeilern und geschwungenem Giebel, Mauerwerk Ziegel, stützenfreies Polonceaubinder-Hallendach, 1912 von Jean Voigt (Fürth) | D-4-79-136-136 Wikidata | weitere Bilder                                           |
| Bauerstraße 8; Martin-Luther-Straße 9; Nähe Martin-Luther-Straße (Standort) | Alter Gottesacker | Anlage von 1603, 1953 in eine Grünanlage verwandelt; Reste der Friedhofsmauer, teilweise erneuert Gruftkapelle der Familie von Glass, Säulenportikus mit Granitsäulen, schiefergedecktes Pyramidendach, um 1820/30 Acht Grab- und Gedenksteine, teilweise fragmentarisch, um 1535–1859 (im Friedhofsgelände neu aufgestellt)                                                                          | D-4-79-136-70           | BW                                                       |
| Bauerstraße 10 (Standort)                                                   | Städtische Turn- und Festhalle                                                                                          | Zweigeschossiger Satteldachbau mit Dachreiter, Querflügel mit Eingangszwischenbau, innen gewölbter Saal mit Bühne und dreiseitig umlaufender Empore, 1924 von Richard Eder | D-4-79-136-145          | BW                                                       |
| Braustraße 5 (Standort)                                                     | Wohnhaus | Zweigeschossiger, traufständiger Satteldachbau mit Fachwerkgiebel, im Kern 17. Jahrhundert | D-4-79-136-9            | weitere Bilder                                           |
| Braustraße 8 (Standort)                                                     | Wohnhaus | Dreigeschossiger Massivbau, verputzt, mit Pseudomansarddach, Dachgeschoss verändert, geohrte Türrahmung bezeichnet „1798“ | D-4-79-136-11           | weitere Bilder                                           |
| Braustraße 11 (Standort)                                                    | Wohnhaus | Zweigeschossiges, traufständiges Doppelwohnhaus, massiv und verputzt, im Kern 17./18. Jahrhundert, Erdgeschoss durch Ladeneinbau verändert | D-4-79-136-12           | weitere Bilder                                           |
| Braustraße 15 (Standort)                                                    | Wohnhaus | Zweigeschossiger, verputzter Satteldachbau, mit querstehendem Anbau, schiefergedeckt, geohrte Türrahmung bezeichnet „1783“ | D-4-79-136-13           | weitere Bilder                                           |
| Bühlstraße 4 (Standort)                                                     | Wohnstallhaus | Zweigeschossiger, verputzter Satteldachbau, mit querstehendem Anbau, schiefergedeckt, geohrte Türrahmung bezeichnet „1783“ | D-4-79-136-14           | weitere Bilder                                           |
| Bühlstraße 13 (Standort)                                                    | Tagelöhnerhaus | Durch Hanglage straßenseitig zweigeschossig, Satteldach hier mit weitem Überstand, verputzt, 17./18. Jahrhundert | D-4-79-136-15           | weitere Bilder                                           |
| Burgermühlgäßchen 1 (Standort)                                              | Ehemalige Mühle | Zweigeschossige, hakenförmige Anlage, verputzt, verschieferte Satteldächer mit Gauben, geohrte Türrahmung, bezeichnet „1785“ | D-4-79-136-17           | BW                                                       |
| Burgermühlgäßchen 5 (Standort)                                              | Wohnhaus | Zweigeschossiger Halbwalmdachbau, massiv und verputzt, Zwerchhaus, am stichbogigen Granit-Torbogen mit hölzernen Biedermeier-Torflügeln bezeichnet „1834“ | D-4-79-136-31           | weitere Bilder                                           |
| Burgermühlgäßchen 10 (Standort)                                             | Wohnhaus | Zweigeschossiger Satteldachbau, massiv und verputzt, Dach und Südgiebel mit Schiefer, zwei geohrte Türrahmungen bezeichnet „1818“ und „1819“, Zwerchhaus jünger | D-4-79-136-29           | weitere Bilder                                           |
| Damaschkestraße 1 (Standort)                                                | Untere Mühle | Zweigeschossiger Halbwalmdachbau, massiv und verputzt, 18. Jahrhundert, Stuckdecke bezeichnet „1783“, Giebel modern verschalt | D-4-79-136-18           | BW                                                       |
| Dammstraße 5 (Standort)                                                     | Ehemaliges Kaufhaus Thorn und Cie                                                                                       | Dreigeschossiger Kaufhausbau mit Mansardwalmdach, barockisierende und klassizisierende Elemente, um 1910 | D-4-79-136-19           | BW                                                       |
| Dammstraße 8 (Standort)                                                     | Ehemaliges Malzhaus | Langgestreckter, zweigeschossiger Bau, massiv und verputzt, ziegelgedecktes Satteldach mit mittigem Aufsatz, südlich Halbwalm, im Erdgeschoss Kappengewölbe auf Granitpfeilern, vor 1840 | D-4-79-136-144          | weitere Bilder                                           |
| Dammstraße 11 (Standort)                                                    | Wohn- und Geschäftshaus                                                                                                 | Zweigeschossiger, traufständiger Satteldachbau, Backstein mit Kunststein, Schieferdeckung, Jugendstilgiebel, um 1900/1905 | D-4-79-136-21           | BW                                                       |
| Dammstraße 22 (Standort)                                                    | Ehemalige Remise | Massiver Traufseitbau mit Granit-Torbogen, Schieferdeckung, nach 1800, als Wohnhaus mit Läden adaptiert | D-4-79-136-20           | BW                                                       |
| Dörflaser Hauptstraße 16 (Standort)                                         | Wohnhaus | Zweigeschossiger, Satteldachbau, massiv und verputzt, wohl 18. Jahrhundert, Fachwerkgiebel stark erneuert, am Anbau Granit-Torbogen, bezeichnet „1798“ | D-4-79-136-23           | Wohnhaus                                                 |
| Dörflaser Hauptstraße 18, Weberweg 2 (Standort)                             | Villa Benker | Zweigeschossiger, mehrteiliger Bau mit Mansardwalmdach und Treppenturm, 1907 von Emanuel von Seidl; Garten mit Pavillon Bestandteil des Baudenkmals ist die bauzeitliche wandfeste und mobile Ausstattung des Haupttreppenhauses und der Repräsentationsräume im ersten Obergeschoss | D-4-79-136-128          | weitere Bilder                                           |
| Egerstraße 2 (Standort)                                                     | Neues Rathaus | Stattlicher, zweigeschossiger Walmdachbau mit gegliedertem Mittelrisalit und Schieferdeckung, klassizistisch, 1794 für W. C. Fikentscher | D-4-79-136-26           | weitere Bilder                                           |
| Egerstraße 38, 46, 48 (Standort)                                            | Stadelreihe | Verputztes Brockenmauerwerk, rund- und stichbogige Tore mit Granitrahmungen, Satteldächer mit Ziegeln gedeckt, zum Teil mit Schleppgauben, frühes 19. Jahrhundert | D-4-79-136-27           | weitere Bilder                                           |
| Fabrikgasse 4 (Standort)                                                    | Zwei geohrte Türrahmungen                                                                                               | Granit, eine davon mit biedermeierlicher Holztür, bezeichnet „1816“ | D-4-79-136-28           | weitere Bilder                                           |
| Fabrikgasse 8 (Standort)                                                    | Wohnhaus | Zweigeschossiger Mansarddachbau, verputzt, bezeichnet „1717“, im Kern älter | D-4-79-136-30           | weitere Bilder                                           |
| Fabrikstraße 12 (Standort)                                                  | Ehemalige Mechanische Buntweberei Benker; Komplex von Industriebauten unterschiedlicher Entstehungszeit, erster Hochbau | Dreigeschossiger, massiver Satteldachbau mit Schieferdeckung, 1872/74 | D-4-79-136-142          | weitere Bilder                                           |
| Fabrikstraße 12 (Standort)                                                  | Ehemalige Mechanische Buntweberei Benker, ehemaliges Kontorgebäude                                                      | Zweigeschossiger, massiver Satteldachbau mit Schieferdeckung, 1880/90 | D-4-79-136-142          | weitere Bilder                                           |
| Fabrikstraße 12 (Standort)                                                  | Ehemalige Mechanische Buntweberei Benker, Shedbauten                                                                    | 1893–95 | D-4-79-136-142          | weitere Bilder                                           |
| Fabrikstraße 12 (Standort)                                                  | Ehemalige Mechanische Buntweberei Benker, ehemaliges Kesselhaus mit Kohlenremise und Kamin                              | 1894/95 | D-4-79-136-142          | weitere Bilder                                           |
| Fabrikstraße 12 (Standort)                                                  | Ehemalige Mechanische Buntweberei Benker, neuer Hochbau                                                                 | Viergeschossiger Satteldachbau über winkelförmigem Grundriss und zwei Treppenhaustürmen, 1910 | D-4-79-136-142          | BW                                                       |
| Friedenfelser Straße 27 (Standort)                                          | Wuttigmühle | Wohnstallstadelhaus, zweigeschossiger Satteldachbau mit Schieferdeckung, massiv und verputzt, bezeichnet „1601“, Stadelteil bezeichnet „1791“ | D-4-79-136-35           | BW                                                       |
| Hohe Gasse (Standort)                                                       | Kellergasse mit 27 Felsenkellern                                                                                        | 18./19. Jahrhundert | D-4-79-136-129          | weitere Bilder                                           |
| Im Winkel 2 (Standort)                                                      | Ehemalige Winkelmühle                                                                                                   | Zweigeschossiger Satteldachbau, verputzt, mit geohrter Türrahmung, 18. Jahrhundert, im Kern um 1600, Erdgeschoss für Restaurantbetrieb umgebaut | D-4-79-136-36           | weitere Bilder                                           |
| Im Winkel 4 (Standort)                                                      | Wohnhaus | Zweigeschossiger Traufseitbau, Giebel Fachwerk, im Kern 17./18. Jahrhundert | D-4-79-136-37           | weitere Bilder                                           |
| Kirchstraße 5 (Standort)                                                    | Wohnhaus | Zweigeschossiger Traufseitbau, massiv und verputzt, mit Querflur und Schieferdeckung, Biedermeier, erste Hälfte 19. Jahrhundert | D-4-79-136-39           | BW                                                       |
| Kirchstraße 6 (Standort)                                                    | Evangelisch-lutherische Filialkirche Heiliger Geist                                                                     | bis 1702: St.-Anna-Kirche; Saalbau, Chor mit 5/8-Schluss, Sakristeianbau, Kern vermutlich spätgotisch, Wiederherstellung 1693, steinsichtige Turmfassade neugotisch, 1842; mit Ausstattung | D-4-79-136-38           | weitere Bilder                                           |
| Klingerstraße 7 (Standort)                                                  | Wohnhaus | Dreigeschossiger Bau mit abgewalmtem Mansarddach und Ziergiebel, ausgezeichnet durch Gliederung und Schmuckformen, Schieferdeckung, um 1912, Erdgeschoss verändert | D-4-79-136-40           | BW                                                       |
| Klingerstraße 9, 11 (Standort)                                              | Doppelwohnhaus | Dreigeschossiger Mansarddachbau mit Ziergiebel, ausgezeichnet durch Gliederung und Schmuckformen, Schieferdeckung, um 1912 | D-4-79-136-41           | BW                                                       |
| Klingerstraße 14, 16 (Standort)                                             | Doppelwohnhaus | Dreigeschossiger Traufseitbau, reich historistische Fassadengliederung, Nr. 16 mit Ladeneinbau im Erdgeschoss, um 1900 | D-4-79-136-42           | BW                                                       |
| Klingerstraße 18 (Standort)                                                 | Wohnhaus mit Gaststätte in Ecklage                                                                                      | Zweigeschossiger Bau mit über Eck gestelltem, turmartigem Bodenerker, Rohziegelverkleidung mit Steingussornamentmotiven, abgewalmtes Dach mit Schieferdeckung, um 1900 | D-4-79-136-43           | BW                                                       |
| Klingerstraße 25; Klingerstraße 27 (Standort)                               | Doppelwohnhaus | Dreigeschossiger Traufseitbau, historistische Gliederung, Ladeneinbau in Nr. 25, um 1900 | D-4-79-136-44           | BW                                                       |
| Kraußoldstraße 1 (Standort)                                                 | Wohn- und Geschäftshaus                                                                                                 | Dreigeschossiger Traufseitbau, reich gegliedert, Neubarock, um 1900 | D-4-79-136-45           | BW                                                       |
| Kraußoldstraße 3 (Standort)                                                 | Wohnhaus | Zweigeschossiger Traufseitbau mit Erker und zurückgesetztem Anbau, historistische Gliederung, um 1900 | D-4-79-136-130          | BW                                                       |
| Lindenstraße 5 (Standort)                                                   | Stadtpark anstelle des ehemaligen Marktweihers                                                                          | 1902 angelegt | D-4-79-136-22           | BW                                                       |
| Lindenstraße 5 (Standort)                                                   | Kriegerdenkmal für 1870/71                                                                                              | Granit, Sockel mit Figur eines Kriegers, 1909 | D-4-79-136-22           | weitere Bilder                                           |
| Markt 4 (Standort)                                                          | Wohn- und Geschäftshaus                                                                                                 | Dreigeschossiger Traufseitbau mit Schweifgiebel, Jugendstil, um 1905; eingeschossige Nebengebäude, Satteldach und Pultdach, 18./19. Jahrhundert | D-4-79-136-48           | weitere Bilder                                           |
| Markt 6 (Standort)                                                          | Satteldachbau | Dreigeschossig, traufständig, mit aufgeputzten Fenstergewänden, Tordurchfahrt mit Granitrahmung und Torflügel, im zweiten Obergeschoss Kanterker, darüber abgewalmter Giebel, nach 1900 | D-4-79-136-49           | weitere Bilder                                           |
| Markt 7 (Standort)                                                          | Wohnhaus | Zweigeschossiger Halbwalmdachbau, Spätbarock, erneuert Rückwärts Stadtmauerrest gegen die Martin-Luther-Str.; siehe D-4-79-136-1 (Stadtbefestigung) | D-4-79-136-50           | weitere Bilder                                           |
| Markt 12 (Standort)                                                         | Wohn- und Geschäftshaus                                                                                                 | Dreigeschossig mit aufwendiger Fassadengestaltung und Eckturm mit Glockendach im Stil der Neurenaissance, 1903 von Friedrich Mühlhöfer | D-4-79-136-162          | BW                                                       |
| Markt 14 (Standort)                                                         | Wohn- und Geschäftshaus                                                                                                 | Dreigeschossiger Traufseitbau mit Ziergiebel, Schieferdeckung, Neurenaissance, 1903 | D-4-79-136-138          | weitere Bilder                                           |
| Markt 18 (Standort)                                                         | Wohn- und Geschäftshaus                                                                                                 | Dreigeschossiger Eckbau mit abgewalmtem Schieferdach, massiv und verputzt, um 1830/40, Erdgeschoss modern verändert | D-4-79-136-51           | weitere Bilder                                           |
| Markt 19 (Standort)                                                         | Wohn- und Geschäftshaus                                                                                                 | Dreigeschossiger traufständiger Mansarddachbau, reiche Putzfassade mit korbbogigem Erker und Zwerchgiebel, 1910 nach Plänen des Bauunternehmers Friedrich Mühlhöfer, mit Ausstattung, Ladenlokal und Schaufenster verändert Im Rückgebäude kreuzgratgewölbtes ehemaliges Waschhaus zu zwei Jochen, vermutlich 16. Jahrhundert; unter den Rückgebäuden Gewölbekelleranlage, vermutlich 16. Jahrhundert | D-4-79-136-159          | weitere Bilder                                           |
| Markt 24 (Standort)                                                         | Wohn- und Geschäftshaus                                                                                                 | Dreigeschossiger Eckbau mit abgewalmtem Dach, massiv und verputzt, Granit-Türrahmung, um 1830 | D-4-79-136-52           | weitere Bilder                                           |
| Markt 26 (Standort)                                                         | Wohn- und Geschäftshaus                                                                                                 | Dreigeschossiger Traufseitbau, massiv und verputzt, um 1830 | D-4-79-136-53           | weitere Bilder                                           |
| Markt 28 (Standort)                                                         | Ehemaliges Wirtschaftsgebäude                                                                                           | Zweigeschossiger Walmdachbau, massiv und verputzt, 18. Jahrhundert | D-4-79-136-10           | weitere Bilder                                           |
| Markt 28 (Standort)                                                         | Wohn- und Geschäftshaus                                                                                                 | Dreigeschossiger Traufseitbau mit segmentbogiger Tordurchfahrt, massiv und verputzt, um 1830/40 | D-4-79-136-55           | weitere Bilder                                           |
| Markt 29 (Standort)                                                         | Altes Rathaus | Langgestreckter, südseitig zweigeschossiger, nordseitig eingeschossiger Satteldachbau mit zwei Türmen und einem Erker, verputzt, mit aufgemalter verzahnter Eckquaderung, 1384 durch Umbau des Schlosses entstanden, Veränderungen im 16. Jahrhundert, am Durchgang bezeichnet „1569“, am Erker bezeichnet „1592“                                                                                     | D-4-79-136-54           | weitere Bilder                                           |
| Markt 30, Ottostraße 2 (Standort)                                           | Katholische Kirche St. Theresia                                                                                         | Saalbau mit eingezogenem, halbrund geschlossenem Chor, Fassade mit Doppelpilastern und Schweifgiebel, Dachreiter; mit Ausstattung |                         | weitere Bilder                                           |
| Markt 30, Ottostraße 2 (Standort)                                           | Wohnhaus | Dreigeschossiger, schmalbrüstiger Traufseitbau, massiv und verputzt, mit Ecklisenen und gekuppelten Fenstern mit geohrten Rahmungen, moderner Ladeneinbau im Erdgeschoss; Rokoko, 1776–77 Mauer mit geohrter Türrahmung aus Granit, Ende 18. Jahrhundert | D-4-79-136-56           | weitere Bilder                                           |
| Markt 30 a (Standort)                                                       | Wohn- und Geschäftshaus                                                                                                 | Dreigeschossiger Bau in Ecklage mit abgewalmtem Schieferdach, massiv und verputzt, um 1830/40, Erdgeschoss modern verändert | D-4-79-136-57           | weitere Bilder                                           |
| Markt 31 (Standort)                                                         | Wohn- und Geschäftshaus                                                                                                 | Dreigeschossiger Traufseitbau, im Kern wichtige Bausubstanz des 17. Jahrhunderts (bezeichnet „1623“) | D-4-79-136-58           | weitere Bilder                                           |
| Markt 33 (Standort)                                                         | Wohn- und Geschäftshaus                                                                                                 | Zweigeschossiger Traufseitbau, um 1830/40, verändert, mit älteren Bauformen, unter anderem Granitportal zum Hof, 16. Jahrhundert | D-4-79-136-59           | weitere Bilder                                           |
| Markt 35 (Standort)                                                         | Wohn- und Geschäftshaus                                                                                                 | Zweigeschossiger Traufseitbau, massiv und verputzt, Schieferdeckung, um 1830/40, Erdgeschoss modern verändert, mit spätbarocken und älteren Bauformen | D-4-79-136-60           | weitere Bilder                                           |
| Markt 46 (Standort)                                                         | Wohnhaus | Zweigeschossiger Traufseitbau, massiv und verputzt, segmentbogige Hofeinfahrt, Biedermeier, erste Hälfte 19. Jahrhundert, teilweise modernisiert | D-4-79-136-62           | weitere Bilder                                           |
| Markt 48 (Standort)                                                         | Wohnhaus | Zweigeschossiger, schiefergedeckter Traufseitbau, massiv und verputzt, korbbogige Hofeinfahrt, Biedermeier, erste Hälfte 19. Jahrhundert, teilweise modernisiert | D-4-79-136-63           | weitere Bilder                                           |
| Markt 50 (Standort)                                                         | Wohnhaus | Zweigeschossiger Traufseitbau, massiv und verputzt, segmentbogige Hofeinfahrt, Biedermeier, erste Hälfte 19. Jahrhundert, teilweise modernisiert | D-4-79-136-64           | weitere Bilder                                           |
| Markt 52 (Standort)                                                         | Wohnhaus | Zweigeschossiger Traufseitbau, massiv und verputzt, segmentbogiges Tor mit Granitrahmung und geschnitzten Torflügeln, Schieferdach mit Gauben, um 1830/40, Erdgeschoss durch Ladeneinbau verändert Stadel mit Walmdach | D-4-79-136-65           | weitere Bilder                                           |
| Markt 54 (Standort)                                                         | Wohnhaus | Zweigeschossiger Traufseitbau, massiv und verputzt, Schieferdach, Biedermeier, um 1830/40, Erdgeschoss verändert | D-4-79-136-66           | weitere Bilder                                           |
| Markt 62 (Standort)                                                         | Wohn- und Geschäftshaus                                                                                                 | Zweigeschossig, massiv und verputzt, abgewalmtes Schieferdach, spätklassizistisch, um 1870/80 | D-4-79-136-68           | Wohn- und Geschäftshaus                                  |
| Mühlstraße 2 (Standort)                                                     | Wohnhaus | Zweigeschossiger Mansardhalbwalmdachbau, massiv und verputzt, zweigeschossiger, hölzerner Balkonerker, geohrte Granit-Türrahmung, bezeichnet „1777“ | D-4-79-136-71           | BW                                                       |
| Ottostraße 5 (Standort)                                                     | Wohnhaus | Massiver, dreigeschossiger Traufseitbau, klassizistisch, um 1840, Erdgeschoss durch Modernisierung entstellt | D-4-79-136-73           | Wohnhaus                                                 |
| Ottostraße 26 (Standort)                                                    | Wohnhaus | Giebelständiger Satteldachbau mit geohrten Tür- und Fensterrahmungen aus Granit, bezeichnet „1790“; Erdgeschoss und drittes Geschoss verändert | D-4-79-136-75           | Wohnhaus                                                 |
| Ottostraße 31 (Standort)                                                    | Wohnhaus | Zweigeschossiger Traufseitbau, stichbogige Tür- und Fensterrahmungen, gefugte Ecklisenen, Schieferdach mit Gauben und Krüppelwalm auf der freien Seite, um 1840 | D-4-79-136-76           | Wohnhaus                                                 |
| Ottostraße 34 (Standort)                                                    | Sogenannte Troglauermühle                                                                                               | Zweigeschossiger Satteldachbau, Fachwerkgiebel mit Andreaskreuzen, Schieferdeckung, bezeichnet „1664“, Türrahmung bezeichnet „1829“ (Umbau), eingemauerte Tafel bezeichnet „1614“ Mauer mit Torbogen | D-4-79-136-77           | weitere Bilder                                           |
| Pfarrhof 1 (Standort)                                                       | Kirchhofbefestigung | Geringer Rest als Futtermauer erhalten; darin zwei Steine mit Jahreszahlen „1553“ und „1741“ | D-4-79-136-80           | BW                                                       |
| Pfarrhof 1 (Standort)                                                       | Kriegergedächtnisbrunnen für 1914/18                                                                                    | Granit, oktogonales Brunnenbecken mit Kriegerfigur, um 1920/25 | D-4-79-136-81           | weitere Bilder                                           |
| Pfarrhof 1 (Standort)                                                       | Evangelisch-lutherische Pfarrkirche St. Bartholomäus                                                                    | Mit Streben besetzte Hallenkirche, eingezogener Chor spätes 15. Jahrhundert, Langhaus mit abgewalmtem Dach erstes Viertel 16. Jahrhundert, dreigeschossiger, steinsichtiger Turm mit Spitzhelm 1825, Sakristeianbau; mit Ausstattung |                         | weitere Bilder                                           |
| Pfarrhof 1 (Standort)                                                       | Rest des Schlosses, an der Nordwestecke viereckiger Turm                                                                | Aus Brockenmauerwerk, wohl 14. Jahrhundert | D-4-79-136-79           | Rest des Schlosses, an der Nordwestecke viereckiger Turm |
| Pfarrhof 2, 3, 4, 5 (Standort)                                              | Evangelisch-lutherisches Pfarrhaus                                                                                      | Zweigeschossiger, langgestreckter Walmdachbau mit übergiebeltem Mittelrisalit, Pilastergliederung und Schieferdeckung, 1840/41 nach reduziertem Plan von Johann Andreas Ritter | D-4-79-136-78           | weitere Bilder                                           |
| Reiserbergstraße 20 (Standort)                                              | Villa | Eingeschossiger Blankziegelbau mit Werksteingliederung, historisierender Schwebegiebel mit Schweizerhausstil-Ornamentik, Walmdach mit Terrasse und Schieferdeckung, 1897 von Friedrich Mühlhöfer Garten mit hölzernem Pavillon | D-4-79-136-132          | BW                                                       |
| Südstraße 1 (Standort)                                                      | Sommerhaus | Eingeschossiger Mansardwalmdachbau, massiv und verputzt, Zwerchgiebel mit geschwungenen Giebeln, Wintergarten und Freitreppe, Heimatstil, 1914 | D-4-79-136-131          | BW                                                       |
| Theodor-Körner-Straße (Standort)                                            | Kriegerdenkmal für 1914/18                                                                                              | Große Granit-Stele und Freitreppe, expressionistisch, nach 1927 von K. Schmidt-Dietfurt | D-4-79-136-47           | BW                                                       |
| Thölauer Straße 20 (Standort)                                               | Ehemalige Villa Geyer                                                                                                   | Zweigeschossiger Halbwalmdachbau mit Holzobergeschoss und Eulenloch-Motiv im Giebel, Schwarzwaldhausstil, bezeichnet „1904“ | D-4-79-136-135          | BW                                                       |
| Thölauer Straße 30 (Standort)                                               | Ehemalige Villa Zoellner                                                                                                | Zweigeschossiger Mansardwalmdachbau mit Putzgliederung barockisierender Jugendstil, 1921 nach Plänen von Regierungsbaumeister John Herbert Rosenthal, München Hoftor mit vier Torpfosten und zwei seitlichen Fußgängeröffnungen | D-4-79-136-134          | BW                                                       |
| Waldershofer Straße 25 (Standort)                                           | Villa, von 1907 bis in die 1930er Jahre Dienstgebäude der Reichsbank                                                    | Zweigeschossiger Mansardwalmdachbau, Erdgeschossmauerung und Eckpilaster gefugt, straßenseitiger Zwerchgiebel und polygonaler Flacherker, barockisierender Jugendstil, 1902/04 von Friedrich Mühlhöfer | D-4-79-136-137          | BW                                                       |
| Waldershofer Straße 27 (Standort)                                           | Ehemalige Villa Flottmann                                                                                               | Eingeschossiger Mansardwalmdachbau, massiv und verputzt, mit straßenseitigem Zwerchgiebel, auf der Gartenseite klassizistische Tempelfront, 1921 | D-4-79-136-133          | BW                                                       |
| Zipprothplatz (Standort)                                                    | Mordstein | Marmorkreuz im Straßenpflaster, 17. Jahrhundert | D-4-79-136-84           | Mordstein                                                |
| Zipprothplatz 7 (Standort)                                                  | Gasthof und ehemalige Brauerei, Schloss Dörflas                                                                         | Zweigeschossiger Halbwalmdachbau, verputzt, geohrte Türrahmung, darüber Wappentafel, bezeichnet „1609“ und „1711“, um 1800 umgebaut, im Kern wohl 16. Jahrhundert; mit Ausstattung | D-4-79-136-82           | Gasthof und ehemalige Brauerei, Schloss Dörflas          |
| Zipprothplatz 7 (Standort)                                                  | Nebengebäude | Zweigeschossig mit Pultdach und Torbogen, um 1820/30 | D-4-79-136-82           | BW                                                       |
| Zipprothplatz 7 (Standort)                                                  | Ehemalige Mälzerei | Bruchsteinbau mit Satteldach, Mitte 19. Jahrhundert | D-4-79-136-82           | BW                                                       |
| Zipprothplatz 11 (Standort)                                                 | Gerberhaus | Dreigeschossiger Satteldachbau, Straßengiebel und zweites Obergeschoss Fachwerk, Giebel zum Hof auf Konsolsteinen vorkragend, 17. Jahrhundert | D-4-79-136-83           | Gerberhaus                                               |
| Zipprothplatz 11 (Standort)                                                 | Brunnen | | D-4-79-136-83           | Brunnen                                                  |

### Brand
| Lage                                                                                       | Objekt                                      | Beschreibung | Akten-Nr.      | Bild                                |
| ------------------------------------------------------------------------------------------ | ------------------------------------------- | --- | -------------- | ----------------------------------- |
| Arzberger Straße 4, 6 (Standort)                                                           | Friedhof, Aussegnungshalle                  | Eingeschossig mit erhöhtem Mittelteil, massiv und verputzt, Mansardwalmdach mit Dachreiter, barockisierend, Anfang 20. Jahrhundert | D-4-79-136-85  | BW                                  |
| Arzberger Straße 4, 6 (Standort)                                                           | Friedhof, Friedhofskapelle                  | Sichtmauerwerk aus Granitsteinen, Satteldach mit Giebelreiter, neugotisch, Ende 19. Jahrhundert; mit Ausstattung | D-4-79-136-85  | BW                                  |
| Fridauer Straße 60 (Standort)                                                              | Ehemalige Villa von Glass                   | Zweigeschossiger Halbwalmdachbau mit Schopföffnungen, verzahnte Eckquader, Eingangsturm mit Spitzhelm, historisierender Jugendstil | D-4-79-136-141 | BW                                  |
| Fridauer Straße 60 (Standort)                                                              | Ehemalige Villa von Glass, Eingangsportal   | Schmiedeeisen; 1905 | D-4-79-136-141 | BW                                  |
| Kolpingweg 10 (Standort)                                                                   | Katholische Expositurkirche St. Michael     | Granitquaderbau mit Satteldach, eingezogenem Chor und Sakristeianbau, seitlicher Turm mit Zwiebelhaube, 1936 nach Plänen von Georg Berlinger; mit Ausstattung | D-4-79-136-86  | BW                                  |
| Mühlfelder; Nähe Marktredwitzer Straße; Schäferzelch; am westlichen Ortseingang (Standort) | Kellergasse mit 50 Erdkellern               | Eingänge Redwitzit und Granit, 19. Jahrhundert | D-4-79-136-127 | BW                                  |
| Schloßhof 6 (Standort)                                                                     | Wohn- und Wirtschaftsgebäude                | Stattlicher, zweigeschossiger Satteldachbau, massiv und verputzt, mit zweischiffigem gewölbtem Stall und kräftigen Stützpfeilern, 17. Jahrhundert | D-4-79-136-87  | BW                                  |
| Schloßstraße 1 (Standort)                                                                  | Evangelisch-lutherische Pfarrkirche         | Saalbau mit Satteldach, im Kern spätmittelalterlich, 1690 erneuert, 1796 Erweiterung mit Errichtung des Turmes mit welscher Haube, 1935–37 Erweiterung nach Süden und Erhöhung des Turmes | D-4-79-136-88  | Evangelisch-lutherische Pfarrkirche |
| Schloßstraße 3 (Standort)                                                                  | Wohnhaus                                    | Zweigeschossiger Traufseitbau, massiv und verputzt, bezeichnet „1764“ | D-4-79-136-89  | BW                                  |
| Schloßstraße 4 (Standort)                                                                  | Wohnhaus                                    | Zweigeschossiger, giebelständiger Halbwalmdachbau mit Torbogen, um 1800, modern verschalt | D-4-79-136-90  | BW                                  |
| Schloßstraße 6 (Standort)                                                                  | Hoftor                                      | Mit gefelderter Granit-Rahmung, bezeichnet „1830“ | D-4-79-136-91  | BW                                  |
| Schloßstraße 7 (Standort)                                                                  | Wohnhaus                                    | Eingeschossiger Satteldachbau, schiefergedeckt, Fachwerkgiebel ausgezeichnet durch Knaggen mit figürlicher Schnitzerei, Spätbarock | D-4-79-136-92  | BW                                  |
| Schloßstraße 9, 13 (Standort)                                                              | Ehemaliges Schloss                          | Mehrfach umgebauter Gebäudekomplex mit Walmdächern, zwei- und dreigeschossig, im Westen Trakt mit spätbarocken geohrten Fensterrahmungen und gartenseitig vorspringendem Portal-Risalit mit Bauformen des Spätbarock- und Zopfstils, Veranda sowie der obere Teil des Turmes um 1900 Vom ehemaligen Schlosspark Rest mit Gartenmauer erhalten, in der Mauer Torbogen mit Granit-Rahmung, erste Hälfte 19. Jahrhundert | D-4-79-136-93  | weitere Bilder                      |
| Bahnlinie Nürnberg – Schirnding; Röslau, bei Streckenkilometer 129,960 (Standort)          | Eingleisige Eisenbahnbrücke über die Röslau | Halbparabelträgerbrücke mit Strebefachwerk aus Eisen und obenliegendem Gleis, 1897 und 1927, drei Sprengkammern im Brückenpfeiler (Nordseite) | D-4-79-136-143 | BW                                  |

### Leutendorf
| Lage                                                                                  | Objekt      | Beschreibung                            | Akten-Nr.     | Bild |
| ------------------------------------------------------------------------------------- | ----------- | --------------------------------------- | ------------- | ---- |
| Redwitzer Straße; an der Hauptstraße bei der Abzweigung nach Klein-Wendern (Standort) | Meilenstein | Aus Granit, spätklassizistisch, um 1820 | D-4-79-136-95 | BW   |

### Lorenzreuth
| Lage                                            | Objekt           | Beschreibung | Akten-Nr.      | Bild |
| ----------------------------------------------- | ---------------- | --- | -------------- | ---- |
| Bachweg 1 (Standort)                            | Ehemalige Mühle  | Zweigeschossiger Halbwalmdachbau mit Quertrakt, verputzt, bezeichnet „1788“, Stuckdecke bezeichnet „1789“ Offener Ständerbau, bezeichnet „1828“; mit Ausstattung | D-4-79-136-96  | BW   |
| Bachweg; Röslau; Thiersheimer Straße (Standort) | Markgrafenbrücke | Dreijochige Brücke aus Granit über die Röslau, am nördlichen Bogen bezeichnet „1751“                                                                             | D-4-79-136-103 | BW   |
| Brückenstraße 4 (Standort)                      | Wohnhaus         | Zweigeschossiger, schiefergedeckter Halbwalmdachbau, verputzt, Granit-Türrahmung bezeichnet „1848“, westliche Erweiterung nach 1852, Erdgeschoss verändert       | D-4-79-136-97  | BW   |
| Brückenstraße 5 (Standort)                      | Altes Schloss    | Zweigeschossiger Halbwalmdachbau, massiv und verputzt, Wappenstein bezeichnet „1513“, Ende 18. Jahrhundert vollständig umgebaut                                  | D-4-79-136-98  | BW   |
| Brückenstraße 7 (Standort)                      | Neues Schloss    | Zweigeschossiger Massivbau mit hohem Mansardwalmdach, verputzt, um 1780                                                                                          | D-4-79-136-99  | BW   |
| Rieß-Bergl 1 (Standort)                         | Gasthaus         | Zweigeschossiger Satteldachbau, verputzt, um 1800, Giebelseite modern verkleidet Brunnentrog, Granit, bezeichnet „1785“                                          | D-4-79-136-100 | BW   |
| Rieß-Bergl 1 (Standort)                         | Tanzsaalanbau    | Zweigeschossiger Massivbau mit Rundbogenfenstern und abgewalmtem Dach, 19. Jahrhundert                                                                           | D-4-79-136-100 | BW   |
| Rieß-Bergl 1 (Standort)                         | Laube            | Mit hölzernem Zierwerk, 19. Jahrhundert | D-4-79-136-100 | BW   |
| Thiersheimer Straße 2 (Standort)                | Wirtshausschild  | Schmiedeeisen, Biedermeier, erste Hälfte 19. Jahrhundert | D-4-79-136-101 | BW   |
| Thiersheimer Straße 9 (Standort)                | Wohnhaus         | Stattlicher, zweigeschossiger Halbwalmdachbau, giebelständig, massiv und verputzt, in der geohrten Türrahmung bezeichnet „1821“                                  | D-4-79-136-102 | BW   |

### Manzenberg
| Lage                                                                                        | Objekt                   | Beschreibung | Akten-Nr.      | Bild |
| ------------------------------------------------------------------------------------------- | ------------------------ | --- | -------------- | ---- |
| In Manzenberg; Manzenberg 10; Manzenberg 13; neben der Milchgruben (Standort)               | Gemeinde-Viehtrog        | Bezeichnet „1817“ | D-4-79-136-112 | BW   |
| In Manzenberg; Manzenberg 10; Manzenberg 13; vor Haus Nr. 6 am Anger (Standort)             | Viehtrog                 | Granit, bezeichnet „1817“ | D-4-79-136-113 | BW   |
| Manzenberg 1 (Standort)                                                                     | Bauernhaus               | Zweigeschossiger Satteldachbau, verputzt, Türgewände bezeichnet „1797“                                                           | D-4-79-136-104 | BW   |
| Manzenberg 1 (Standort)                                                                     | Brunnentrog              | Bezeichnet „1774“ | D-4-79-136-104 | BW   |
| Manzenberg 2 (Standort)                                                                     | Wohnstallhaus            | Zweigeschossiger Halbwalmdachbau, verputzt, bezeichnet „1772“                                                                    | D-4-79-136-105 | BW   |
| Manzenberg 4 (Standort)                                                                     | Ehemaliges Bauernhaus    | Zweigeschossiger Traufseitbau, verputzt, Türgewände bezeichnet „1812“, Stalltür bezeichnet „1787“; eine Hofanlage mit Haus Nr. 5 | D-4-79-136-106 | BW   |
| Manzenberg 5 (Standort)                                                                     | Ehemaliges Wohnstallhaus | Zweigeschossiger, giebelständiger Krüppelwalmdachbau, ornamentiertes Türgewände bezeichnet „1792“, modern verschalt              | D-4-79-136-107 | BW   |
| Manzenberg 5 (Standort)                                                                     | Zwei Torpfeiler          | Granit, bezeichnet „1812“ | D-4-79-136-107 | BW   |
| Manzenberg 9 (Standort)                                                                     | Wohnstallhaus            | Zweigeschossiger Halbwalmdachbau, verputzt, im Kern 17. Jahrhundert (innen bezeichnet „1694“), aufgestockt um 1885/90            | D-4-79-136-108 | BW   |
| Manzenberg 9 (Standort)                                                                     | Brunnentrog              | Granit, bezeichnet „1832“ | D-4-79-136-108 | BW   |
| In Manzenberg; Manzenberg 10; Manzenberg 13; zu den Hausnummern 1 und 10 gehörig (Standort) | Milchgruben              | Kleiner Walmdachbau, massiv und verputzt, bezeichnet „1804“                                                                      | D-4-79-136-111 | BW   |
| Manzenberg 10 (Standort)                                                                    | Wohnstallhaus            | Satteldachbau, 18.–19. Jahrhundert, Türgewände unter Verschalung bezeichnet „1810“                                               | D-4-79-136-109 | BW   |
| Manzenberg 12 (Standort)                                                                    | Wohnhaus                 | Zweigeschossiger Walmdachbau, massiv und verputzt, Schieferdeckung, im Inneren bezeichnet „1706“, gewölbter Stallteil            | D-4-79-136-110 | BW   |

### Oberthölau
| Lage                     | Objekt        | Beschreibung                                                                                                  | Akten-Nr.      | Bild |
| ------------------------ | ------------- | --- | -------------- | ---- |
| Oberthölau 10 (Standort) | Bauernhof     | Wohnstallhaus, zweigeschossiger, verputzter Massivbau, Dach mit Halbwalm auf der Südostseite                  | D-4-79-136-114 | BW   |
| Oberthölau 10 (Standort) | Bauernhof     | Stall mit Gewölben über zwei gefelderten Granitpfeilern, bezeichnet „1804“; Schweinestall, bezeichnet „1760“  | D-4-79-136-114 | BW   |
| Oberthölau 11 (Standort) | Wohnstallhaus | Zweigeschossiger, giebelständiger Satteldachbau, massiv und verputzt, Giebel Fachwerk, spätes 18. Jahrhundert | D-4-79-136-115 | BW   |

### Pfaffenreuth
| Lage                                              | Objekt                         | Beschreibung | Akten-Nr.      | Bild |
| ------------------------------------------------- | ------------------------------ | --- | -------------- | ---- |
| Pfaffenreuth 1, 2 (Standort)                      | Wohnstallhaus                  | Nach Süden zweigeschossiger Satteldachbau mit Schieferdeckung, 18./19. Jahrhundert, modern verschindelt                               | D-4-79-136-116 | BW   |
| Pfaffenreuth 3 (Standort)                         | Wohnstallhaus                  | Eingeschossiger Satteldachbau, verputzt, Schieferdeckung, Türgewände bezeichnet „1772“                                                | D-4-79-136-117 | BW   |
| Pfaffenreuth 4 (Standort)                         | Wohnstallhaus                  | Nach Westen zweigeschossiger, giebelständiger Satteldachbau, verputzt, wohl 18. Jahrhundert                                           | D-4-79-136-118 | BW   |
| Pfaffenreuth 6 (Standort)                         | Zweigeschossiger Satteldachbau | Auf hohem Kellergeschoss, massiv und verputzt, Türrahmung bezeichnet „1812“                                                           | D-4-79-136-119 | BW   |
| Pfaffenreuth 8 (Standort)                         | Wohnstallhaus                  | Eingeschossiger, giebelständiger Satteldachbau mit Riegelfachwerk, bezeichnet 1766; wohl ehemals zu Haus Nr. 8 gehöriges Nebengebäude | D-4-79-136-120 | BW   |
| Pfaffenreuth 8 (Standort)                         | Wohnstallhaus                  | Zweigeschossiger Satteldachbau, verputzt, Türgewände bezeichnet „1760“                                                                | D-4-79-136-121 | BW   |
| Pfaffenreuth 17 (Standort)                        | Wohnstallhaus                  | Zweigeschossiger, giebelständiger Halbwalmdachbau, Türgewände bezeichnet „1805“, modern verschindelt                                  | D-4-79-136-122 | BW   |
| Pfaffenreuth 21 (Standort)                        | Evangelisch-lutherische Kirche | Saalbau mit abgewalmtem Dach frühes 17. Jahrhundert, Chorturm-Erdgeschoss frühgotisch, Zeltdach; mit Ausstattung                      | D-4-79-136-123 | BW   |
| In Pfaffenreuth, vor dem Feuerwehrhaus (Standort) | Brunnen                        | Polygonales Brunnenbecken, Granit, wohl spätes 18. Jahrhundert                                                                        | D-4-79-136-124 | BW   |

### Wölsauerhammer
| Lage                         | Objekt                   | Beschreibung | Akten-Nr.      | Bild |
| ---------------------------- | ------------------------ | --- | -------------- | ---- |
| Wölsauerhammer 49 (Standort) | Unteres Hammerherrenhaus | Stattlicher, zweigeschossiger Walmdachbau mit Eckerkern und übergiebeltem Mittelrisalit, Schmuckformen im Renaissance- und Barockcharakter, 1888, im Kern um 1790 | D-4-79-136-126 | BW   |
| Wölsauerhammer 50 (Standort) | Oberes Hammerherrenhaus  | Dreigeschossiger, massiver Walmdachbau mit Balkon, 1828 errichtet, Entwurf vielleicht von Johann Andreas Ritter                                                   | D-4-79-136-125 | BW   |

### Keinem Gemeindeteil zugeordnet
| Lage | Objekt      | Beschreibung | Akten-Nr.      | Bild |
| --- | ----------- | --- | -------------- | ---- |
| Fröschling; Haingrüner Wald; Rehberg; Ruhstatt; Schachtholz; Erlenlohe; Erllohwiesen; Forststück (Standort) | Grenzsteine | Teil der Grenzsteinreihe der sogenannten "Preußensteine" der ehemaligen, von 1791 bis 1810 gültigen Landesgrenze zwischen Preußen und Pfalz-Bayern, zwischen Buchbrunnen (Tschechien) bis Haingrün mit ursprünglich ca. 200 Grenzsteinen des im Vertrag vom 30. Juni 1803 neu festgesetzten Grenzverlaufs erhalten, heute noch teilweise Regierungsbezirksgrenze, Steine bezeichnet mit „Pr.“ (= Preußen) und „P.B.“ (= Pfalz-Bayern) sowie mit fortlaufender Ordnungsnummer (teilweise in den Gemeindegebieten von Konnersreuth, Pechbrunn, Waldsassen, Arzberg und Schirnding) | D-4-79-136-171 | BW   |

## Ehemalige Baudenkmäler
In diesem Abschnitt sind Objekte aufgeführt, die früher einmal in der Denkmalliste eingetragen waren, jetzt aber nicht mehr. Objekte, die in anderem Zusammenhang also z. B. als Teil eines Baudenkmals weiter eingetragen sind, sollen hier nicht aufgeführt werden. Aktennummern in diesem Abschnitt sind ehemalige, jetzt nicht mehr gültige Aktennummern.

| Lage                                     | Objekt                              | Beschreibung                                             | Akten-Nr.     | Bild |
| ---------------------------------------- | ----------------------------------- | -------------------------------------------------------- | ------------- | ---- |
| Marktredwitz Bühlstraße 15 (Standort)    | Granit-Türrahmung                   | Reich profiliert, bezeichnet mit „1780“                  | D-4-79-136-16 | BW   |
| Marktredwitz Dürnbergstraße 4 (Standort) | Granit-Torbogenrahmung              | Gefeldert, um 1800                                       | D-4-79-136-24 | BW   |
| Marktredwitz Egerstraße 1 (Standort)     | Keilstein der ehemaligen Türrahmung | Bezeichnet mit „1785“                                    | D-4-79-136-25 | BW   |
| Marktredwitz Leopoldstraße 15 (Standort) | Inschrifttafel                      | Bezeichnet mit „1700“                                    | D-4-79-136-46 | BW   |
| Marktredwitz Markt 42 (Standort)         | Tor                                 | Mit stichbogiger Granitrahmung, Biedermeier-Torflügel    | D-4-79-136-61 | BW   |
| Marktredwitz Markt 58 (Standort)         | Wappentafel mit Bauinschrift        | 1732                                                     | D-4-79-136-67 | BW   |
| Marktredwitz Ottostraße 2 (Standort)     | Mauer                               | Mit geohrter Türrahmung aus Granit, Ende 18. Jahrhundert | D-4-79-136-72 | BW   |
| Marktredwitz Ottostraße 21 (Standort)    | Granit-Türrahmung                   | Bezeichnet mit „1773“                                    | D-4-79-136-74 | BW   |

## Abgegangene Baudenkmäler
In diesem Abschnitt sind Objekte aufgeführt, die früher einmal in der Denkmalliste eingetragen waren, jetzt aber nicht mehr existieren, z. B. weil sie abgebrochen wurden. Aktennummern in diesem Abschnitt sind ehemalige, jetzt nicht mehr gültige Aktennummern.

| Lage                                     | Objekt              | Beschreibung                                                     | Akten-Nr.     | Bild |
| ---------------------------------------- | ------------------- | ---------------------------------------------------------------- | ------------- | ---- |
| Leutendorf Redwitzer Straße 9 (Standort) | Ehemaliger Edelsitz | Langgezogener Walmdachbau, wohl 18. Jahrhundert; mit Ausstattung | D-4-79-136-94 | BW   |